# アリ・ミルザイ
アリ・ミルザイ (ペルシア語:  علی میرزایی、ラテン表記:Ali Mirzaei、1929年1月28日 - 2020年7月18日) は、イランの元男子重量挙げ選手。 ヘルシンキオリンピックの56キロ級重量挙げ銅メダリスト。

## 主な競技歴
- オリンピック銅メダリスト（1952）
- 世界選手権銀メダリスト（1951）
- 世界選手権銅メダリスト（1954）
- アジア大会銀メダリスト（1951）